# Kumpusaari (ö i Lappland, Östra Lappland, lat 66,23, long 28,17)
Kumpusaari är en ö i Finland. Den ligger i sjön Yli-Suolijärvi och i kommunen Posio i den ekonomiska regionen  Östra Lapplands ekonomiska region  och landskapet Lappland, i den norra delen av landet, 700 km norr om huvudstaden Helsingfors. Öns area är 1,7 hektar och dess största längd är 210 meter i öst-västlig riktning.